# Eurata jorgenseni
Eurata jorgenseni là một loài bướm đêm thuộc phân họ Arctiinae, họ Erebidae.